# Clodoaldo Grotta Ragazzo
Clodoaldo Grotta Ragazzo (São Paulo, 15 de outubro de 1964) é professor titular do departamento de matemática aplicada do Instituto de Matemática e Estatística da Universidade de São Paulo e foi diretor do instituto durante o período de 2014 a 2018. Ragazzo é reconhecido por suas pesquisas em sistemas dinâmicos, mecânica celeste e modelagem de fenômenos não lineares, com aplicações em astrofísica e neurociência computacional.

## Formação Acadêmica
Clodoaldo Grotta Ragazzo graduou-se na Universidade de São Paulo em 1986 em dois cursos: Biociências e Engenharia Naval. Três anos mais tarde, em 1989, Ragazzo, orientado por Coraci Pereira Malta, obteve o doutorado em Física, pelo Instituto de Física da mesma universidade, com a tese Bifurcações sucessivas no espaço de parâmetros para equações diferenciais com retardamento (em inglês: Bifurcation Structure of Scalar Differential Delayed Equations), na qual analisou operadores de diferenças e equações funcionais na área de Física das Partículas Elementares. Seu trabalho pioneiro sobre bifurcações em equações com retardamento influenciou estudos posteriores em sistemas dinâmicos não lineares.

## Carreira
Ragazzo trabalha na área da Matemática, atuando, principalmente em equações diferenciais ordinárias, sistemas hamiltonianos, mecânica de fluidos e equações diferenciais com retardamento. Além disso, Clodoaldo é citado como um importante brasileiro na consolidação das pesquisas em Mecânica Celeste.
De setembro de 1992 a junho de 1995, trabalhou como pesquisador visitante do Instituto Courant de Ciências Matemáticas da Universidade de Nova Iorque. Em seguida, atuou como Professor Visitante do Departamento de Matemática da Universidade de Princeton, nos Estados Unidos, entre julho de 1995 e junho de 1996.

No Programa de Pós-graduação em Matemática Aplicada do IME-USP, atuou como coordenador de 2003 a 2013 e, posteriormente, como Chefe do Departamento de Matemática Aplicada do instituto, de 2012 a 2014.

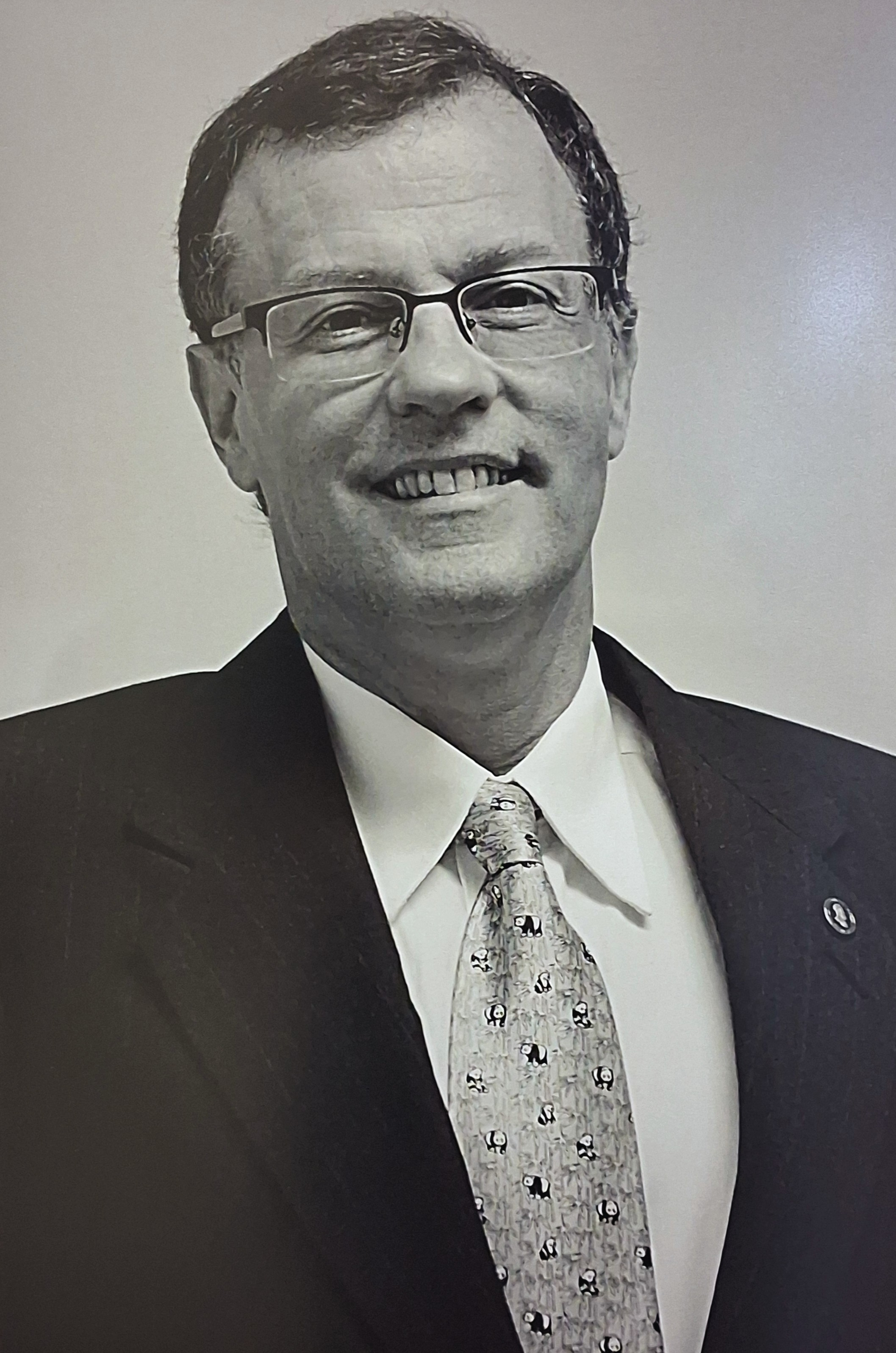
Foto de Ragazzo na galeria de ex-Diretores do IME-USP

Em 2014, assumiu o cargo de Diretor do IME-USP, com Severino Toscano do Rego Melo como seu vice. Durante o trabalho, os dois tornaram-se próximos e desenvolveram admiração mútua. Eles afirmaram que suas diferenças fomentavam discussões, e Ragazzo relatou que, incentivado por colegas, aceitou a candidatura e foi eleito diretor. Durante seu mandado, ocorreram duas importantes reformas. A primeira foi a da lanchonete, que ficou fechada por cerca de quatro anos devido a problemas legais. A segunda foi a reforma da Biblioteca Carlos Benjamin de Lyra, que passou por diversas manutenções e melhorias, incluindo a troca de pisos, estantes, salas de estudo e a rede sem fio coletiva. Como diretor do IME-USP, Ragazzo destacou a internacionalização como uma marca do instituto, que conta com cerca de 20% de professores estrangeiros em seu corpo docente e diversos acordos de intercâmbio para alunos de graduação.
Clodoaldo permaneceu como diretor até o final do mandato, em 2018, quando Junior Barrera assumiu o cargo.
Após o mandato como diretor, Ragazzo continuou como professor titular do Departamento de Matemática Aplicada do IME-USP, e atualmente apresenta palestras e desenvolve suas pesquisas. Em 2025, por exemplo, Ragazzo lecionou palestras para o Departamento de Física da Universidade de Coimbra sobre, entre outros temas, teoria das ondas e números de Love.
Além disso, Ragazzo entrevistou Waldyr Muniz Oliva, ex-reitor da USP, em uma conversa que contou também com a participação de Eduardo Colli e Claudio Possani; e também entrevistou Peter Lax, matemático nascido na Hungria e naturalizado americano, nesta entrevista participaram também os professores do IME-USP Paulo Cordado e Pedro Salomão.
Pedro Salomão, por sua vez, foi orientado por Ragazzo em 2002 e recebeu o Prêmio Friedrich Wilhelm Bessel Research. Ao todo, Ragazzo orientou 7 teses de doutorado e 5 dissertações de mestrado, todas na área da matemática aplicada.

## Vida pessoal
Ragazzo é filho de Maria José e possui duas irmãs: Andréa e Taísa. Ragazzo era amigo próximo de Saulo Rabello Maciel de Barros, docente do Departamento de Matemática Aplicada falecido precocemente. Ele relatou que costumava procurar Barros quando enfrentava problemas com alunos ou professores, buscando sua orientação, descrevendo-o como uma pessoa muito querida no instituto.

## Publicações selecionadas
Ragazzo, segundo o Google Acadêmico, possui mais de 80 artigos publicados. Abaixo, está uma pequena seleção de seus trabalhos:

### Artigos
- 1997: Irregular dynamics and homoclinic orbits to Hamiltonian saddle centers.[21]
- 1997: Transient oscillations in continuous-time excitatory ring neural networks with delay.[22]
- 1998: Effect of delay on the boundary of the basin of attraction in a system of two neurons.[23]
- 1998: Transient regime duration in continuous-time neural networks with delay.[24]
- 2020: Andrade rheology in time-domain. Application to Enceladus' dissipation of energy due to forced libration.[25]

### Capítulos de livros
- 2015: O Instituto de Matemática e Estatı́stica e suas contribuições.[26]
- 2019: Delay-Induced Transient Oscillation (DITO) and Metastable Behavior.[27]

## Prêmio
Ragazzo venceu o Concurso Nacional Fundação Projeto Rondon, o qual ocorreu na V Expedição Brasileira à Antártica, em 1986.